# Pyrrorhiza neblinae
Pyrrorhiza neblinae är en enhjärtbladig växtart som beskrevs av Bassett Maguire och John Julius Wurdack. Pyrrorhiza neblinae ingår i släktet Pyrrorhiza och familjen Haemodoraceae. Inga underarter finns listade.